# Henri Lachièze-Rey
Pour les articles homonymes, voir Lachièze et Rey.
Henri Lachièze-Rey est un artiste peintre français, né à Caluire-et-Cuire le 26 décembre 1927 et mort accidentellement dans le 3e arrondissement de Lyon le 14 juillet 1974.

## Biographie
Henri Lachièze-Rey est le fils du philosophe et professeur de philosophie à la faculté de Lyon Pierre Lachièze-Rey, originaire du Lot, et est issu d'une famille d'industriels lyonnais du côté maternel. Il est le frère d'Albert Lachièze-Rey.
De 1947 à 1950, il est élève à l'école des beaux-arts de Lyon auprès de Laplace, Chancrin, Vieilly et Chartres, puis aux beaux-arts de Paris. Dès 1949, il remporte le premier prix de Paris. En 1954 et 1955, il séjourne à la villa Zoé à Nice avec Henri Castella et Georges Adilon grâce aux prix de l'Union méditerranéenne des arts modernes (UMAM).
En 1957, il épouse la céramiste Jeanne Charpe dont naitront Mélanie en 1962 et Grégoria en 1968 et s'installe à Saint-Tropez. En 1959, il séjourne en Toscane, puis, l'année suivante, il travaille à Saint-Romain-au-Mont-d'Or avec ses amis peintres Adilon, Cottavoz, Fusaro et Truphémus. De 1963 à 1974, il est conseiller municipal à Saint-Romain-au-Mont-d'Or. Il décède accidentellement le 14 juillet 1974.

## Expositions
La première exposition de groupe à laquelle il participe se déroule à la galerie Troncy à Lyon en 1952 où ses œuvres côtoient celles de Georges Adilon, tout comme à la galerie des Mages à Vence. Sa première exposition personnelle se déroule en 1956 à la mairie de Douvaine, organisée par l'association Art et Culture, présidée par le Dr Jacques Miguet, association qui lui consacrera plusieurs expositions, notamment à l'hôtel des postes en 1957 et au musée des Granges de Servette en 1961 et 1962. Ses œuvres sont régulièrement présentées à la galerie Carlier de Paris (1962, 1963, 1966, 1969), la galerie l'Entracte à Lausanne (1965, 1970, 1972), et également plus ponctuellement à Lyon, Cannes, Annecy et Toulouse, ainsi qu'à la Gallery of Contemporary Artists Frank Partridge de New York. Il participe à plusieurs expositions de groupe à Douvaine (1954, 1958) où ses œuvres côtoient celles de Georges Adilon, Jacques Truphémus, Fusaro, Rey-Millet, au musée d'Art de Toulon dans une exposition qui présente les artistes de Saint-Tropez en 1961. Enfin, ses œuvres sont régulièrement présentées aux galeries Saint-Georges et Bellecour à Lyon entre 1960 et 1974,.

## Œuvres
La plupart de ses toiles sont conservées dans des collections particulières. Toutefois, on peut voir certaines de ses toiles au Hirshhorn Museum and Sculpture Garden de Washington aux États-Unis, ainsi qu'en France, au musée-château d'Annecy, au musée des beaux-arts de Nice et au musée des Augustins de Toulouse. Plusieurs de ses œuvres sont présentées au musée Paul-Dini de Villefranche-sur-Saône, qui lui a consacré une exposition d'octobre 2003 à janvier 2004, œuvres léguées par l'homme d'affaires, mécène et amateur d'arts Paul Dini.

## Récompenses
Il remporte plusieurs prix dont le premier prix de Paris en 1949, le prix de l'Union méditerranéenne des arts modernes en 1955 et le prix Othon-Friez en 1961. Il est également lauréat de la Biennale de Menton en 1959.